# Joana Gassol
Joana Gassol (Tremp, 1593 - Tremp, 1602) fou una noble humanista catalana, també coneguda com a Joana Bardaixí. El valor de la seva vida radica en el fet de la singularitat de conservar-se la vida d'una dona de finals del segle xvi.

## Biografia
Filla de Galceran Gassol i Tomassa Vedrenya. Neboda de Jeroni Gassol, secretari de Felip II i protonotari del Consell d'Aragó, i de Jaume Gassol, canonge de Tremp. Casada amb Agustí de Bardaixí, de Benavarri.
Joana Bardaixí i el seu germà Joan queden orfes de mare i pare. Després d'un cert conflicte per la tutoria, se'n fa càrrec la germana de la mare, Joana. Joan, igual que altres nois de llinatge de cavallers, amb poques rendes, és enviat a servir a la cort de Felip II, i Joana es queda amb la tia a l'espera d'un bon casament, però no és fàcil perquè el seu dot no enllamineix cap pretendent.
A mesura que passen els dies, creixen les ganes de casar-la perquè ella es manifesta amiga de bullícia i els parents tenen por que no faci un mal casament. Finalment la casen amb Agustí de Bardaixí, veí de Benavarri, agutzil virregnal a Cervera, que mor en acte de servei l'any 1593 i la deixa vídua amb 4 fills, el més gran de 10 anys: Agustinet, Isabel, Francesca i el petit que va morir temps després.
Un cop mort el marit, Joana comença un calvari per sobreviure i mantenir els seus fills en una Cervera hostil, que li fa pagar a ella l'enemistat que tenia al seu difunt marit. Mitjançant les cartes que envia al seu germà a la cort de Madrid (1593-1601) i a Valladolid (1602) sabem la lluita que va mantenir per educar-los i assegurar-los un futur.
Un cop viuda, demana per al fill el bastó d'agutzil del seu pare i poder recuperar la despesa feta per ell en servei al rei, a Cervera. Després retorna a Tremp on, sola i amb rendes precàries, només rep l'ajut del seu germà. Allà lluita per enviar el fill a la cort i casar les filles. Finalment aconsegueix que Agustinet, amb 18 anys, trobi un lloc a la cort i, veient la impossibilitat de casar les filles, fa tràmits perquè, almenys Francesca, entri a Sant Pere de les Puel·les, cosa que s'aconsegueix després de morta Joana.